# 澤井廉
- 沢井廉

澤井 廉（さわい れん、2000年5月31日 - ）は、愛知県知多市出身のプロ野球選手（外野手）。左投左打。東京ヤクルトスワローズ所属。

## 経歴

### プロ入り前
知多市立新田小学校で野球を始め、6年時には中日ドラゴンズジュニアに選出された。知多市立東部中学校在学時は硬式野球のクラブチームである知多東浦シニアでプレーした。
中京大学附属中京高等学校に進学し、1年秋から外野手のレギュラーに定着。2年夏には3番打者として第99回全国高等学校野球選手権大会に出場したが、1回戦で広陵に敗れた。3年夏は西愛知県大会準々決勝で至学館に敗れた。高校通算31本塁打。1学年上に伊藤康祐、伊藤稜、鵜飼航丞、2学年下に髙橋宏斗、中山礼都がいた。
中京大学に進学し、1年春からベンチ入り。将来的なプロ入りを目指し肉体改造に取り組み、体重を大幅に増加させた。3年秋のリーグ戦ではサヨナラ本塁打2本を放つ活躍でチームの優勝に貢献し、MVPを受賞した。その後、2022年9月11日にプロ志望届を提出し東京ヤクルトスワローズからドラフト3位指名された。背番号は前年現役を引退した坂口智隆が着用していた42。

### ヤクルト時代
2023年は一軍で16試合に出場して打率.156、7打点を記録した。イースタン・リーグでは打率.262、18本塁打、56打点を記録して本塁打王に輝き、優秀選手賞を受賞した。しかし、オフに参加したみやざきフェニックス・リーグで守備の際にチームメイトの長岡秀樹と交錯し、右膝を負傷。起き上がることができず救急搬送され、宮崎県内の病院で手術を受けた。この影響で秋季キャンプには参加せず、二軍タイトルの表彰式も欠席した。
2024年は前年の右膝故障からのリハビリを続け、5月22日に行われた独立リーグ・栃木ゴールデンブレーブスとの練習試合で実戦に復帰。イースタン・リーグには24日の西武戦から出場するとともに、チームの先輩である青木宣親から打撃フォームのアドバイスを受けるなどして調整を重ねた。8月27日に同年初めて一軍に昇格すると、同日の読売ジャイアンツ戦（神宮）に「6番・右翼手」で先発出場し、5回に山﨑伊織から適時内野安打を放って同年初安打・初打点を記録した。9月8日の阪神タイガース戦では3回に西勇輝からプロ初本塁打となる右越え3点本塁打を放ったが、以後の試合では安打から遠ざかり17日に一軍登録を抹消され、シーズン成績は12試合の出場で打率.160、1本塁打、5打点だった。11月22日、50万円増となる推定年俸1000万円で契約を更改し、契約更改後の会見では「満足できない結果だった」と語り、レギュラー奪取を翌年の目標に掲げた。

## 選手としての特徴
豪快なフルスイングと長打力が持ち味の長距離砲。広角に打ち分ける能力にも長けている。打撃の際はフォロースルーから流れるように行う「バット投げ」が特徴。
学生時代に50m6秒5、遠投100mを記録。
自身の武器を「インパクトの強さは誰にも負けない」と語っている。

## 詳細情報

### 年度別打撃成績
| 年 度     | 球 団     | 試 合 | 打 席 | 打 数 | 得 点 | 安 打 | 二 塁 打 | 三 塁 打 | 本 塁 打 | 塁 打 | 打 点 | 盗 塁 | 盗 塁 死 | 犠 打 | 犠 飛 | 四 球 | 敬 遠 | 死 球 | 三 振 | 併 殺 打 | 打 率 | 出 塁 率 | 長 打 率 | O P S |
| --------- | --------- | ----- | ----- | ----- | ----- | ----- | -------- | -------- | -------- | ----- | ----- | ----- | -------- | ----- | ----- | ----- | ----- | ----- | ----- | -------- | ----- | -------- | -------- | ----- |
| 2023      | ヤクルト  | 16    | 37    | 32    | 3     | 5     | 0        | 1        | 0        | 7     | 1     | 0     | 0        | 0     | 0     | 0     | 0     | 5     | 11    | 0        | .156  | .270     | .219     | .489  |
| 2024      | ヤクルト  | 12    | 27    | 25    | 1     | 4     | 0        | 0        | 1        | 7     | 4     | 0     | 0        | 1     | 0     | 0     | 0     | 1     | 12    | 0        | .160  | .192     | .280     | .472  |
| 通算：2年 | 通算：2年 | 28    | 64    | 57    | 4     | 9     | 0        | 1        | 1        | 14    | 5     | 0     | 0        | 1     | 0     | 0     | 0     | 6     | 23    | 0        | .158  | .238     | .246     | .484  |

- 2024年度シーズン終了時

### 年度別守備成績
| 年 度 | 球 団    | 外野  | 外野  | 外野  | 外野  | 外野  | 外野     |
| 年 度 | 球 団    | 試 合 | 刺 殺 | 補 殺 | 失 策 | 併 殺 | 守 備 率 |
| ----- | -------- | ----- | ----- | ----- | ----- | ----- | -------- |
| 2023  | ヤクルト | 9     | 19    | 0     | 0     | 0     | 1.000    |
| 2024  | ヤクルト | 8     | 10    | 0     | 0     | 0     | 1.000    |
| 通算  | 通算     | 17    | 29    | 0     | 0     | 0     | 1.000    |

- 2024年度シーズン終了時

### 記録
初記録
- 初出場・初打席：2023年5月11日、対阪神タイガース7回戦（阪神甲子園球場）、7回表に大西広樹の代打で出場、伊藤将司から一ゴロ[26]
- 初打点：2023年5月16日、対読売ジャイアンツ7回戦（静岡草薙球場）、3回裏に戸郷翔征から二ゴロの間
- 初先発出場：2023年8月18日、対中日ドラゴンズ18回戦（明治神宮野球場）、「6番・左翼手」で先発出場
- 初安打：同上、2回裏に仲地礼亜から右越三塁打
- 初本塁打：2024年9月8日、対阪神タイガース22回戦（明治神宮野球場）、3回裏に西勇輝から右越3ラン[18]

### 背番号
- 42（2023年 - ）